# Кадница (Харьковская область)
Кадница (укр. Кадниця) — село,
Крысинский сельский совет,
Богодуховский район,
Харьковская область.
Код КОАТУУ — 6320885003. Население по переписи 2001 г. составляет 92 (39/53 м/ж) человека.

## Географическое положение
Село Кадница находится возле балки Сизонов Яр в котором берёт начало река Кадница.
На реке небольшие запруды.
В 2-х км на юг расположены посёлок Горького и железнодорожная станция Пост 198 км.

## История
- 1714 — дата первого упоминания[1].
- При СССР в селе работал совхоз "Родина", где была кадницкая бригада и птичник.[2]

## Экономика
- Рядом с селом при СССР были несколько птице-товарных ферм.

## Известные люди
- Подгоричани-Петрович, Георгий Филиппович — граф, поручик Российской Императорской армии; в 1833 году имел имение в селе Кадница Богодуховского уезда.

## Достопримечательности
- Помещичьи усадьбы (в совершенно заброшенном состоянии)